# Ali Benarbia
Ali Benarbia, né le 8 octobre 1968 à Oran (Algérie), est un footballeur international algérien. Il évolue au poste de milieu offensif.
Il compte 9 sélections en équipe nationale entre 2000 et 2001.

## Biographie
Ali Benarbia quitte l’Algérie avec ses quatre sœurs et trois frères pour rejoindre son père, maçon à Narbonne.

### Débuts de carrière à Martigues
Après des débuts à Razimbaud et Narbonne, le FC Martigues repère ce joueur offensif d’un petit gabarit,. Ali Benarbia fait ses débuts professionnels dans le club des Bouches-du-Rhône en Division 2, lors de la saison 1985-1986, à l’âge de 17 ans. En 1986-1987, il joue 24 matches et inscrit 2 buts. Il s’y impose vite et devient le maître à jouer de sa formation. S'ensuivent deux nouvelles saisons pleines. À 20 ans, Benarbia a déjà derrière lui 81 matches de D2. Son importance reste identique mais peu de clubs de première division s’intéressent à lui au gré de ses saisons dans un championnat anonyme. Benarbia se résout donc à rester dans le club provençal.  Les Martégaux finissent champions de D2 en 1993,.

### AS Monaco
En 1995, Jean Tigana le recrute à l'AS Monaco. Sa première saison sur le Rocher est assez difficile pour lui, étant en concurrence avec le meneur de jeu belge Enzo Scifo. Benarbia parvient toutefois à disputer une vingtaine de matches et Monaco se classe troisième,,.

### Girondins de Bordeaux
En Gironde, tout se passe bien. Benarbia s’intègre très vite au groupe formé par Élie Baup, et forme avec Johan Micoud, Sylvain Wiltord et Lilian Laslandes, une armada offensive qui fait peur à tous ses adversaires. Pour sa première apparition avec le maillot au scapulaire, il est même buteur, face au PSG. Meneur de jeu côté droit dans le 4-4-2 girondin, le joueur mène son nouveau club au titre de champion. Il est de plus élu meilleur joueur de D1 par ses pairs. En fin de saison, les rumeurs enflent quant à un éventuel départ pour la capitale,.

### Paris SG
En 1999, le Paris Saint-Germain boucle rapidement la venue de celui qui n’est ni plus ni moins que le meilleur joueur du précédent championnat. Joueur chevronné, il est recruté pour reprendre en main un secteur offensif décimé.
Manchester city 2001-2003
Ali Benarbia, souvent surnommé Le magicien algérien, a joué pour Manchester City de 2001 à 2003, et aidé les citizens à accéder en premier league, sous l’ère de Kevin Keegan ,Il a rejoint le club après avoir connu le succès avec Monaco, Bordeaux et le Paris Saint-Germain. Pendant son séjour à Manchester City, il a eu un impact significatif, jouant 71 matchs et marquant 11 buts. Son jeu habile et sa créativité sur le terrain lui ont valu une place spéciale dans le cœur des fans de City.

#### En sélection (2000-2001)
Ali retourne en Algérie pour la première fois en 1994, pour discuter avec l'entraîneur de l'équipe nationale. « Je voulais savoir quelles étaient ses intentions, sur l'équipe, sur le rôle qu'il entendait me faire jouer. Quand j'ai appris qu'un joueur blessé avait été laissé tomber, qu'on ne s'occupait pas de lui, je me suis dit que je ne pouvais pas risquer ma carrière en jouant pour une équipe désorganisée ».

### Fin de carrière
Mais finalement, une offre du Qatar qui ne se refuse pas financièrement lui fait rechausser les crampons. Dans l’émirat, il joue d’abord pour l'Al-Rayyan SC puis pour le Qatar SC. C’est finalement à 37 ans, en 2006, qu’il prend sa retraite,,.

### Nouvelle carrière médiatique
Il reste toutefois installé à Doha, où il est désormais consultant pour les chaînes sportives nationales.
Benarbia occupe des fonctions de consultant à Al Jazeera Sport depuis octobre 2009.
Lors de la coupe du monde de football 2010, il rejoint la radio française RMC. Et depuis septembre 2010, il est chroniqueur dans l'émission de son ancien entraîneur Luis Fernandez, Luis attaque,,. Il est aussi l'un des consultants de l' Intégrale Foot et intervient sur BFM TV lors des éditions spéciales. Le week-end, il participe régulièrement aux Grandes Gueules du Sport et à l'After Foot.
En juin 2011, il intègre la Fédération du Qatar de football en tant que conseiller avec Ronald de Boer et Bora Milutinović.

### Redressement fiscal (2019)
Mediapart rapporte qu'Ali Benarbia a fait l'objet en 2019 d'un redressement fiscal de 3,95 millions d’euros par le fisc français. Selon l'enquête fiscale, il était résident fiscal au Qatar alors qu'il habitait en réalité en France depuis 2013 ; il détenait ses biens immobiliers hexagonaux par le biais d'une société extraterritoriale luxembourgeoise et ses salaires de NextRadioTV étaient versés sur le compte d'une entreprise qatarie fictive.

## Style de jeu
Sur le terrain, Ali Benarbia a la propension à faire briller ses partenaires. Souvent comparé à un chef d’orchestre, sa petite taille (1,71 m) et un centre de gravité bas en font un joueur insaisissable aux multiples changements de rythme. Benarbia est à l'aise dans le contre pied et la passe précise. Le but n'est pas son objectif premier, préférant faire jouer ses coéquipiers. Après une rencontre, il lui arrive de visionner sa prestation et de s’auto-évaluer.

## Statistiques
Ce tableau illustre les statistiques d'Ali Benarbia,.
| Saison                | Club                  | Championnat           | Championnat | Championnat | Coupe nationale | Coupe nationale | Coupe de la Ligue | Coupe de la Ligue | Supercoupe | Supercoupe | Compétition(s) continentale(s) | Compétition(s) continentale(s) | Compétition(s) continentale(s) | Finale D2 | Finale D2 | Algérie | Algérie | Total | Total |
| Saison                | Club                  | Division              | M.          | B.          | M.              | B.              | M.                | B.                | M.         | B.         | Comp.                          | M.                             | B.                             | M.        | B.        | M.      | B.      | M.    | B.    |
| 1985-1986             | FC Martigues          | Division 2            | 1           | 0           | -               | -               | -                 | -                 | -          | -          | -                              | -                              | -                              | -         | -         | -       | -       | 1     | 0     |
| 1986-1987             | FC Martigues          | Division 2            | 34          | 2           | 4               | 0               | -                 | -                 | -          | -          | -                              | -                              | -                              | -         | -         | -       | -       | 38    | 2     |
| 1987-1988             | FC Martigues          | Division 2            | 26          | 3           | 1               | 0               | -                 | -                 | -          | -          | -                              | -                              | -                              | -         | -         | -       | -       | 27    | 3     |
| 1988-1989             | FC Martigues          | Division 2            | 30          | 2           | 1               | 0               | -                 | -                 | -          | -          | -                              | -                              | -                              | -         | -         | -       | -       | 31    | 2     |
| 1989-1990             | FC Martigues          | Division 2            | 28          | 3           | 3               | 0               | -                 | -                 | -          | -          | -                              | -                              | -                              | -         | -         | -       | -       | 31    | 3     |
| 1990-1991             | FC Martigues          | Division 2            | 29          | 5           | 1               | 2               | -                 | -                 | -          | -          | -                              | -                              | -                              | -         | -         | -       | -       | 30    | 7     |
| 1991-1992             | FC Martigues          | Division 2            | 24          | 2           | 1               | 0               | -                 | -                 | -          | -          | -                              | -                              | -                              | -         | -         | -       | -       | 25    | 2     |
| 1992-1993             | FC Martigues          | Division 2            | 25          | 2           | -               | -               | -                 | -                 | -          | -          | -                              | -                              | -                              | 2         | 1         | -       | -       | 27    | 3     |
| 1993-1994             | FC Martigues          | Division 1            | 34          | 2           | 1               | 0               | -                 | -                 | -          | -          | -                              | -                              | -                              | -         | -         | -       | -       | 35    | 2     |
| 1994-1995             | FC Martigues          | Division 1            | 31          | 7           | 2               | 0               | 1                 | 0                 | -          | -          | -                              | -                              | -                              | -         | -         | -       | -       | 34    | 7     |
| Sous-total            | Sous-total            | Sous-total            | 262         | 28          | 14              | 2               | 1                 | 0                 | 0          | 0          | -                              | 0                              | 0                              | 2         | 1         | 0       | 0       | 279   | 31    |
| 1995-1996             | AS Monaco             | Division 1            | 25          | 4           | 2               | 0               | 2                 | 0                 | -          | -          | -                              | -                              | -                              | -         | -         | -       | -       | 29    | 4     |
| 1996-1997             | AS Monaco             | Division 1            | 35          | 3           | 2               | 0               | 2                 | 0                 | -          | -          | C3                             | 8                              | 3                              | -         | -         | -       | -       | 47    | 6     |
| 1997-1998             | AS Monaco             | Division 1            | 30          | 1           | 2               | 0               | 2                 | 1                 | 1          | 0          | C1                             | 10                             | 0                              | -         | -         | -       | -       | 45    | 2     |
| Sous-total            | Sous-total            | Sous-total            | 90          | 8           | 6               | 0               | 6                 | 1                 | 1          | 0          | -                              | 18                             | 3                              | 0         | 0         | 0       | 0       | 121   | 12    |
| 1998-1999             | Girondins de Bordeaux | Division 1            | 25          | 3           | -               | -               | 1                 | 0                 | -          | -          | C3                             | 6                              | 0                              | -         | -         | -       | -       | 32    | 3     |
| Sous-total            | Sous-total            | Sous-total            | 25          | 3           | -               | -               | 1                 | 0                 | 0          | 0          | -                              | 6                              | 0                              | 0         | 0         | 0       | 0       | 32    | 3     |
| 1999-2000             | Paris Saint-Germain   | Division 1            | 27          | 0           | 2               | 0               | 4                 | 0                 | -          | -          | -                              | -                              | -                              | -         | -         | -       | -       | 33    | 0     |
| 2000-2001             | Paris Saint-Germain   | Division 1            | 14          | 0           | 1               | 0               | 1                 | 1                 | -          | -          | C1                             | 6                              | 1                              | -         | -         | 9       | 0       | 31    | 2     |
| 2001                  | Paris Saint-Germain   | Division 1            | 1           | 0           | -               | -               | -                 | -                 | -          | -          | -                              | -                              | -                              | -         | -         | -       | -       | 1     | 0     |
| Sous-total            | Sous-total            | Sous-total            | 67          | 3           | 3               | 0               | 5                 | 1                 | 0          | 0          | -                              | 12                             | 1                              | 0         | 0         | 9       | 0       | 96    | 5     |
| 2001-2002             | Manchester City       | First Division        | 38          | 8           | 2               | 0               | 2                 | 0                 | -          | -          | -                              | -                              | -                              | -         | -         | -       | -       | 42    | 8     |
| 2002-2003             | Manchester City       | Premier League        | 33          | 3           | 1               | 0               | 2                 | 0                 | -          | -          | -                              | -                              | -                              | -         | -         | -       | -       | 36    | 3     |
| Sous-total            | Sous-total            | Sous-total            | 71          | 11          | 3               | 0               | 4                 | 0                 | 0          | 0          | -                              | 0                              | 0                              | 0         | 0         | 0       | 0       | 78    | 11    |
| 2003-2004             | Al-Rayyan SC          | Qatar Stars League    | -           | -           | -               | -               | -                 | -                 | -          | -          | -                              | -                              | -                              | -         | -         | -       | -       | 0     | 0     |
| 2004-2005             | Al-Rayyan SC          | Qatar Stars League    | -           | -           | -               | -               | -                 | -                 | -          | -          | -                              | -                              | -                              | -         | -         | -       | -       | 0     | 0     |
| Sous-total            | Sous-total            | Sous-total            | 0           | 0           | 0               | 0               | 0                 | 0                 | 0          | 0          | -                              | 0                              | 0                              | 0         | 0         | 0       | 0       | 0     | 0     |
| 2005-2006             | Qatar SC              | Qatar Stars League    | -           | -           | -               | -               | -                 | -                 | -          | -          | -                              | -                              | -                              | -         | -         | -       | -       | 0     | 0     |
| Sous-total            | Sous-total            | Sous-total            | 0           | 0           | 0               | 0               | 0                 | 0                 | 0          | 0          | -                              | 0                              | 0                              | 0         | 0         | 0       | 0       | 0     | 0     |
| Total sur la carrière | Total sur la carrière | Total sur la carrière | 490         | 50          | 26              | 2               | 17                | 2                 | 1          | 0          | -                              | 30                             | 4                              | 2         | 1         | 9       | 0       | 575   | 59    |

## Palmarès

### En club
| AS Monaco - Ligue 1 - Champion : 1997 - Trophée des Champions - Vainqueur : 1997 |                                             | Paris SG - Coupe Intertoto - Vainqueur : 2001 - Ligue 1 - Vice-champion : 2000 - Coupe de la Ligue - Finaliste : 2000 |                                                   | Girondins de Bordeaux - Ligue 1 - Champion : 1999 |                                                  | Manchester City - Championship - Champion : 2002 |  | FC Martigues - Ligue 2 - Champion : 1993 |
|                                                                                  | Al-Sadd - Coupe du Qatar - Vainqueur : 2001 | | Al Rayyan Club - Coupe du Qatar - Vainqueur :2004 |                                                   | Qatar SC - Coupe Crown Prince - Finaliste : 2006 |                                                  |  |                                          |

### Distinctions individuelles
- Élu meilleur joueur de Division 1 en 1998 par le magazine France Football
- Élu meilleur joueur de l'année de Division 1 en 1999
- Étoile d'Or France Football du meilleur joueur de Division 1 en 1997
- Élu Ballon d'Or algérien en 2002
- Membre de l'équipe-type de Division 1 en 1997 et en 1999
- Membre de l'équipe-type de First Division en 2002
- Élu meilleur joueur de Manchester City pour la saison 2001-2002